# オンナ、哀しい、オトナ/印象派 ルノアールのように/人知れず 胸を奏でる 夜の秋
「オンナ、哀しい、オトナ/印象派 ルノアールのように/人知れず 胸を奏でる 夜の秋」（オンナかなしいオトナ/いんしょうは ルノアールのように/ひとしれず むねをかなでる よるのあき）は、セクシーオトナジャン、エレジーズ、プリプリピンクのシングル。2005年6月22日発売。

## 概要
- ハロー!プロジェクトのシャッフルユニットの一環でリリースされた[1]。初回盤と通常盤の2形態で発売。
- 「オンナ、哀しい、オトナ」は、楽曲リリースから8年後の2013年公開のハリウッド映画『ウルヴァリン:SAMURAI』の挿入歌に採用された[2]。

## 収録曲
全作曲：つんく
1. オンナ、哀しい、オトナ (4:57)
歌：セクシーオトナジャン
作詞：三浦徳子　編曲：高橋諭一
2. 印象派 ルノアールのように (3:56)
歌：エレジース
作詞：つんく　編曲：鈴木Daichi秀行
3. 人知れず 胸を奏でる 夜の秋 (5:00)
歌：プリプリピンク
作詞：つんく　編曲：前嶋康明
4. オンナ、哀しい、オトナ (Instrumental) (4:56)
5. 印象派 ルノアールのように (Instrumental) (3:54)
6. 人知れず 胸を奏でる 夜の秋 (Instrumental) (5:01)

## 参加メンバー
- セクシーオトナジャン：藤本美貴、夏焼雅、村上愛
- エレジーズ：高橋愛、田中れいな、里田まい、柴田あゆみ
- プリプリピンク：中澤裕子、飯田圭織、保田圭、稲葉貴子

## 参加ミュージシャン
オンナ、哀しい、オトナ
- プログラミング＆ギター：高橋諭一
- コーラス：つんく

印象派 ルノアールのように
- プログラミング＆ギター：鈴木Daichi秀行
- コーラス：竹内浩明

人知れず 胸を奏でる 夜の秋
- プログラミング＆ピアノ：前嶋康明
- コーラス：稲葉貴子・つんく

## 関連商品
- シングルV「オンナ、哀しい、オトナ/印象派 ルノアールのように/人知れず 胸を奏でる 夜の秋」